# Дюгазон, Гюстав
Александр Луи Гюстав Дюгазон (фр. Alexandre-Louis-Gustave Dugazon; настоящая фамилия Гурго, фр. Gourgaud; 1782, Париж — 1826, там же) — французский композитор. Сын певицы Луизы Розали Дюгазон; отцовство Дюгазона приписывали не только её мужу, актёру Анри Гурго (Дюгазон — собственно, его псевдоним), но и известному музыканту и военному Жозефу де Булоню.
Дюгазон учился в Парижской консерватории у Анри Бертона (гармония) и Франсуа Госсека (композиция). В 1806 г. он получил вторую Римскую премию за кантату «Геро и Леандр», в дальнейшем преподавал фортепиано в консерватории. Дюгазону принадлежат трёхактная опера «Маргарита де Вальдемар» (фр. Marguerite de Waldemar; 1812) и одноактная «Шотландский брак» (фр. La Noce écossaise; 1814), а также написанная совместно с Луи Бартелеми Прадером опера «Мошенник» (фр. Chevalier d’industrie; 1818). Однако наиболее известен Дюгазон своей танцевальной музыкой: пользовались успехом его балеты «Невесты из Казерты» (фр. Les Fiancés de Caserte; 1817), «Альфред Великий» (фр. Alfred le Grand; 1822) и «Алина» (фр. Aline; 1823), а в 1815 году было напечатано подарочное иллюстрированное издание цикла Дюгазона «Национальные танцы всех стран» (фр. Danses nationales de chaque Pays), включавшего шесть танцев: русский, испанский (фанданго), немецкий (аллеманда), французский (гавот), шотландский (экоссез) и английский (англез).